# Marcus Ulpius Attianus
Marcus Ulpius Attianus war ein im 2. Jahrhundert n. Chr. lebender Angehöriger des römischen Ritterstandes (Eques).
Durch zwei Militärdiplome, die auf den 1. Juni 125 und auf den 20. August 127 datiert sind, ist belegt, dass Attianus von 125 bis 127 Kommandeur der Ala I Flavia Gaetulorum war, die zu diesem Zeitpunkt in der Provinz Moesia inferior stationiert war.
Attianus stammte aus Rom. Die Leitung der Ala war wahrscheinlich sein drittes militärisches Kommando innerhalb der Tres militiae.